# Noi siamo infinito (album)
Noi siamo infinito è il primo album in studio del cantante italiano Alessio Bernabei, pubblicato l'8 aprile 2016 dalla Warner Music Italy.

## Tracce
1. Noi siamo infinito – 3:43 (testo: Roberto Casalino – musica: Dario Faini, Ivan Amatucci)
2. Mondo piccolo – 4:17 (Alessio Bernabei, Fausto Cogliati, Marco Baroni)
3. Io e te = la soluzione – 3:43 (Davide Simonetta, Piero Romitelli)
4. L'amore cos'è – 3:07 (P.E. Foster, S. Gray, P. Aiden; adattamento testo in italiano: Federico Palana)
5. La tua pelle bianca senza nei – 3:20 (Dario Faini, Daniele Incicco)
6. Scordare noi – 3:25 (Dario Faini, Daniele Incicco)
7. Obbligo e verità – 3:54 (Alessio Bernabei, Alessio Fiorucci)
8. Due giganti – 3:20 (Dario Faini, Fabrizio Martorelli, Antonio Filippelli)
9. Nell'istante di un addio – 3:25 (Massimiliano Pelan, Fabio De Martino, Giulia Anania)
10. Fra le nuvole – 3:30 (Alessio Bernabei)
11. Noi siamo infinito (Acoustic Version) – 3:45 (testo: Roberto Casalino – musica: Dario Faini, Ivan Amatucci)
12. A mano a mano (feat. Benji & Fede) – 2:52 (testo: Marco Luberti – musica: Riccardo Cocciante)

## Classifiche
| Classifica (2016) | Posizione massima |
| ----------------- | ----------------- |
| Italia            | 2                 |